# Manettia splendens
Manettia splendens là một loài thực vật có hoa trong họ Thiến thảo. Loài này được Regel mô tả khoa học đầu tiên năm 1860.